# Nikolái Fedorenko
Nikolái Trofimovich Fedorenko (en ruso: Николай Трофимович Федоренко;
Piatigorsk, 9 de noviembre de 1912-Moscú, 2 de octubre de 2000) fue un filólogo y diplomático soviético.

## Biografía
Se graduó en el Instituto de Estudios Orientales de Moscú en 1937. Dos años después ingresó a la Comisaría del Pueblo de Asuntos Exteriores, donde ocupó cargos en el departamento de Extremo Oriente. También fue consejero de la embajada soviética en la China, y entre 1949 y 1952 asesor cultural en la misma embajada.
Entre 1955 y 1958, fue viceministro de relaciones exteriores y luego embajador soviético en Japón, desde junio de 1958 hasta junio de 1962. En 1963 fue nombrado representante permanente de la Unión Soviética ante las Naciones Unidas, presentando sus cartas credenciales ante el secretario general U Thant. Fue presidente del Consejo de Seguridad de las Naciones Unidas durante los meses de octubre de 1963 y septiembre de 1966.
Entre 1996 y 1971 fue miembro de la Comisión Central de Auditoría del Partido Comunista de la Unión Soviética.
Entre 1968 y 1988 fue investigador en el Instituto de Estudios Orientales de la Academia Soviética de Ciencias, de la cual fue miembro desde 1958. A partir de 1988 fue asesor de la Dirección de dicho Instituto (que desde 1991 pasó a depender de la Academia de Ciencias de Rusia). Entre 1970 y 1988, fue editor en jefe de la revista ‘’Literatura extranjera’’. En 1971 fue elegido secretario de la Unión de Escritores de la Unión Soviética. Al año siguiente fue profesor de la Universidad de Illinois (Estados Unidos).
A lo largo de su carrera, publicó una serie de obras sobre la historia de la cultura china y japonesa, la literatura clásica y moderna china. Fue miembro honorario del Instituto de Sinología de Tokio (1961) y académico honorario de la Academia de Arte Florentino (1975).
Recibió dos Órdenes de Lenin, junto otras cuatro órdenes y varias medallas.